# Скибинська сільська рада
Скибинська сільська́ ра́да — колишня адміністративно-територіальна одиниця та орган місцевого самоврядування в Жашківському районі Черкаської області. Адміністративний центр — село Скибин.

## Загальні відомості
- Населення ради: 2 083 особи (станом на 2001 рік)

## Населені пункти
Сільській раді були підпорядковані населені пункти:
- с. Скибин

## Склад ради
Рада складалась з 16 депутатів та голови.
- Голова ради: Ломачинський Володимир Миколайович
- Секретар ради: Сербенівська Любов Іванівна

### Керівний склад попередніх скликань
| Прізвище, ім'я, по батькові        | Основні відомості                                                 | Дата обрання | Дата звільнення |
| ---------------------------------- | ----------------------------------------------------------------- | ------------ | --------------- |
| Ломачинський Володимир Миколайович | Сільський голова, 1966 року народження, освіта вища, безпартійний | 26.03.2006   | 31.10.2010      |
| Ломачинський Володимир Миколайович | Сільський голова, 1966 року народження, освіта вища, безпартійний | 31.10.2010   |                 |

Примітка: таблиця складена за даними сайту Верховної Ради України

### Депутати
За результатами місцевих виборів 2010 року депутатами ради стали:

#### За суб'єктами висування
| Суб'єкт висування                 | Кількість обраних депутатів | %    |
| --------------------------------- | --------------------------- | ---- |
| Самовисування                     | 6                           | 37,5 |
| Партія регіонів                   | 5                           | 31,3 |
| Політична партія «Сильна Україна» | 4                           | 25   |
| Соціалістична партія України      | 1                           | 6,3  |

#### За округами
| № округу                          | Прізвище, ім'я, по батькові     | Дата визнання обраним | Освіта             | Партійна приналежність                  | Відомості про обраного депутата                                       |
| --------------------------------- | ------------------------------- | --------------------- | ------------------ | --------------------------------------- | --------------------------------------------------------------------- |
| Партія регіонів                   |                                 |                       |                    |                                         |                                                                       |
| 1                                 | Гричина Лідія Вікторівна        | 01.11.2010            | середня спеціальна | член Партії регіонів                    | Скибинська сільська рада, бухгалтер                                   |
| 2                                 | Сербенівська Любов Іванівна     | 01.11.2010            | середня спеціальна | член Партії регіонів                    | Скибинська сільська рада, секретар                                    |
| 8                                 | Янкова Тетяна Іванівна          | 01.11.2010            | середня            | член Партії регіонів                    | Сільська рада, землевпорядник                                         |
| 11                                | Замрига Валентин Петрович       | 01.11.2010            | середня            | член Партії регіонів                    | тимчасово не працює                                                   |
| 13                                | Оверчук Вадим Іванович          | 01.11.2010            | незакінчена вища   | член Партії регіонів                    | тимчасово не працює                                                   |
| Політична партія «Сильна Україна» |                                 |                       |                    |                                         |                                                                       |
| 3                                 | Кузьмінський Олег Васильович    | 01.11.2010            | середня спеціальна | член Політичної партії «Сильна Україна» | тимчасово не працює                                                   |
| 5                                 | Курко Денис Володимирович       | 01.11.2010            | вища               | член Політичної партії «Сильна Україна» | приватний підприємець                                                 |
| 10                                | Ломачинський Олександр Петрович | 01.11.2010            | середня спеціальна | член Політичної партії «Сильна Україна» | приватний підприємець                                                 |
| 15                                | Курко Богдан Валерійович        | 01.11.2010            | вища               | член Політичної партії «Сильна Україна» | Скибинська загальноосвітня школа І-ІІІ ст., вчитель фізичної культури |
| Соціалістична партія України      |                                 |                       |                    |                                         |                                                                       |
| 14                                | Васькевич Оксана Анатоліївна    | 01.11.2010            | середня            | позапартійна                            | тимчасово не працює                                                   |
| Самовисування                     |                                 |                       |                    |                                         |                                                                       |
| 4                                 | Замрига Сергій Анатолійович     | 01.11.2010            | вища               | позапартійний                           | тимчасово не працює                                                   |
| 6                                 | Лопатинський Юрій Андрійович    | 01.11.2010            | середня            | позапартійний                           | приватний підприємець                                                 |
| 7                                 | Мидинський Ігор Михайлович      | 01.11.2010            | середня            | позапартійний                           | приватний підприємець                                                 |
| 9                                 | Латка Олександр Михайлович      | 01.11.2010            | середня            | позапартійний                           | тимчасово не працює                                                   |
| 12                                | Горбівський Василь Григорович   | 01.11.2010            | середня            | позапартійний                           | Скибинська загальноосвітня школа І-ІІІ ст., вчитель музики            |
| 16                                | Дзюнь Анатолій Аркадійович      | 01.11.2010            | середня            | позапартійний                           | тимчасово не працює                                                   |